# 伊號第二潛艦
伊号第二潜水艦（いごうだいにせんすいかん）是一艘大日本帝国海軍的潜水艦。伊一型潜水艦（巡潜1型）的2号舰。1944年从拉包尔向楚克航行的途中被击沉。

## 舰历
- 1923年（大正12年）建造計画中的第75潜水艦。建造由神户川崎造船所进行
  - 8月6日 开工
- 1924年11月1日 改名为伊号第二潜水艦
- 1925年（大正14年）2月23日 下水
- 1926年（大正15年）7月24日竣工。同日船籍编入横須賀鎮守府。
  - 8月1日 与伊1一同被分配至第二舰队第七潜水队第二潜水中队
- 1937年7月28日 分配至第一舰队第七潜水队第一潜水中队
  - 8月21日 与伊1、伊3、伊4、伊5以及伊6一同为从四国的多度津运送军队到达上海的第一舰队陆奥、长门，第三舰队榛名和雾岛以及轻巡洋舰五十铃提供护卫
- 1941年（昭和16年）10月10日 被编属至第六艦隊第二潜水战队
  - 11月6日 1200 离开横须贺前往夏威夷群岛
  - 12月1日 抵达距离欧胡岛300英里处
  - 12月太平洋战争开战时珍珠港偷袭作战中，在瓦胡岛周边海域执行监视任务
  - 12月31日对毛伊岛进行炮击。
- 1942年（昭和17年）3月在印度洋击沉商船1艘，6月参加阿留申攻略作战支援。之后前往所罗门方面对瓜达卡尔纳尔岛执行输送任务。翌年阿留申群岛へ再度進出して吉斯卡岛へ支援輸送を2回するなど撤退。1944年（昭和19年）以楚克群岛为基地，对新几内亚方面执行货物运输任务。

- - 4月7日，自拉包尔至楚克群岛的輸送任務中，受到DD-465索夫利號驱逐舰的攻撃而沉没。自艦長以下110名船员战死。5月4日被认定沉没，6月10日除籍。

## 歴代艦長

### 艤装員長
1. 渡部徳四郎少校（1925年10月20日-）

### 艦長
1. 渡部徳四郎少校（1926年7月24日-）
2. 小林三良少校（1927年11月15日-）
3. 香宗我部譲少校（1928年12月10日-）* 1929年11月15日作为预备舰
4. 秋山勝三少校（1930年11月15日-）
5. 今和泉喜次郎少校（1931年12月1日-）
6. 久米幾次少校（1934年10月22日-）* 1935年10月21日作为预备舰
7. 深谷惣吉中校（1936年12月1日-）
8. 遠藤敬勇中校（1937年11月12日-）
9. 藤井明義中校（1938年12月15日-）* 1939年11月20日作为预备舰
10. 稲田洋少校（1941年7月31日-）
11. 森永正彦少校（1943年3月16日-）
12. 板倉光馬大尉（1943年4月15日-）
13. 山口一生少校（1943年12月20日-）

※省略预备舰时期的舰长